# Литвак Євгеній Павлович
Євгеній Павлович Литвак — український письменник, художник, блогер. Автор роману "Епоха слави і надії".
Народився 8 січня, 1991 року у Вінниці, Україна. Закінчив Вінницький фізико-математичний ліцей №17 і Вінницький фінансово-економічний університет за спеціальністю 'Менеджмент організацій'. Також пройшов курси 'Ділова англійська мова' та онлайн-курси з мистецтвознавства і релігієзнавства. Євгеній відомий як автор роману «Епоха слави і надії», який вважається одним із найзначущих творів української сучасної літератури. Він також активно веде інстаграм-блог професійного літературного критика і є бренд-амбасадором Ukrainian Whiskey Index 'VI KING'.
В його художній діяльності особливе місце займають картини олією, серія з яких, «Рептилоїди - невідоме серед нас», використовувалася як ілюстрації до роману. Вагомий внесок Литвака у літературу та мистецтво отримав визнання в науковому співтоваристві, а його твори стали об'єктом досліджень у різних галузях.
Крім того, Євгеній Литвак очолює проект «Книга Героїв України», спрямований на збір інформації про загиблих, поранених та зниклих безвісти в російсько-українській війні. Його внесок у розвиток літератури та культури є значним, а творчість знаходить відгук у широких колах читачів.

## Життєпис
Народився в сімʼї прямих нащадків Морозової Феодосії Прокофіївни (1632 - 1675).
З 2008 року відзначився завершенням навчання у ліцеї, а вже наступного року закінчив курси англійської мови. У 2010 році отримав звання кандидата в майстри спорту з боксу. З 2008 року розпочав свою діяльність як письменник, а з 2011 року – також як художник. У 2013 році завершив навчання в університеті.
У 2021 році опублікував книгу безкоштовно на платформі lites.ru яка наступного року отримала високий рейтинг 4.99 з 5 на Goodreads. У 2022 році провів дві виставки та подарував свої картини Пархомівському музею подорожей, також подарував картини Хмельницькому музею. Того ж року взяв на себе роль літературного критика на BBC News  та очолив проект «Книга героїв України» на сайті 24-02-2022.net. В 2023 році його книги були перекладені українською діаспорою в США на англійську мову.
З 2020 року надає приватні консультації з написання книг. 16 лютого 2021 року став «Першим добровольцем Вінниці», записавшись до воєнкомату, брав участь у чергуванні на блокпостах та спецоперації проти російських ДРГ у Вінниці, організованій губернатором С.С. Борзовим.

## Громадська діяльність
2008 р - студент року ВФЕУ та організатор студентських концертів. 

2022  - автор петиції "оподаткування блогерів". 

З початку російсько-української війни був у місцевій ТРО, приймав участи у затриманні російських ДРГ у Вінниці. Про ці деталі письменник повідомив на своїй сторінці у соціальній мережі. Надає волонтерську допомогу ЗСУ.
Також керує проектом "Книга Героїв України", який відзначає внесок видатних особистостей України. 

Литвак активно веде інстаграм професійного літературного критика, є бренд-амбасадором Ukrainian Whiskey Index "VI KING"

## Літературна діяльність
Євгеній Литвак — автор книги "Епоха слави і надії", над якою він працював з весни 2008 року до літа 2021 року. Цей роман вважається видатним твором 21 століття, орієнтованим на читача з високим рівнем освіти та культури. У ньому порушуються філософські та загальнолюдські проблеми, а також присутні широкі інтертекстуальні зв'язки.

### Епоха слави і надії
У романі "Епоха слави і надії" Литвак висвітлює "вічні" теми, такі як стосунки батьків і дітей, представлені через різнобічні образи. Автор досліджує ролі "батько-наставник" і "батько-приклад" у контексті ширшої теми стосунків людини з Богом, виходячи за межі традиційного розуміння релігії.
Автор також звертається до унікального підходу в інтерпретації родинних зв'язків Ісуса Христа, відрізняючись від традиційного підходу. Роман включає мотиви таємних братств та змов, збагачуючи сюжет містичними елементами.

### Стиль і візуалізація
У своєму творі Литвак використовує як словесні, так і несловесні засоби для візуалізації подій. Він включає детальні описи персонажів, етнографізм та історизм, особливо в другій частині роману. Литвак створив цикл картин олією з зображеннями рептилоїдів, які інтегровані у текст роману.
У романі також присутні наскрізні мотиви сну та сновидінь, зодіакальні та зміїні мотиви, об'єднуючи всі частини роману в єдине ціле.

### Вплив автора на твір
Протягом понад 13 років роботи над романом відбувалася еволюція світогляду самого Литвака, що позначилося на стилі оповіді та інших текстуальних характеристиках твору. Ця наполеглива та самовіддана робота автора над художньою вартістю тексту заслуговує особливої уваги. Цікавим є паралель між часом роботи над "Епохою слави і надії" та "Декамероном" Джованні Боккаччо, обидва з яких тривали 13 років. Литвак вирізняється точним і тонким описом персонажів, міст, локацій, погоди та емоцій, плавно переходячи до суті твору.

### Вплив та визнання
Обсяг тексту "Епохи слави і надії" становить близько 365,000 слів, роблячи його одним із найбільших творів у світі. Литвак говорить про свою працю над книгою як про вияв одержимості та наполегливості, стверджуючи, що успіх досяжний будь-кому, хто готовий присвятити достатньо часу своїй справі. Історик та журналіст Вахтанг Кіпіані відзначив унікальність Литвака як автора. Твір Литвака "Епоха слави і надії" став предметом наукового інтересу та дослідження, зокрема кандидатом філологічних наук Т.П. Бондарєвой. Роман Євгенія Литвака "Епоха слави і надії" отримав значну увагу в науковому світі, зокрема у таких міжнародних журналах, як "Грааль науки", "InterConf", "PainMedicine Journal", "Integrative Pain Laboratory" та "Doctorthinking Journal". Ці публікації охоплюють різні аспекти твору, від жанрових нововведень у межах інтернет-літератури до медичних та філософських аналізів.

## Litwake
Євгеній Литвак, засновник та ідейний натхненник концепції "інтернет-роману", вніс значний вклад у літературний світ, створивши новий жанр, який ефективно поєднує традиційну літературу з можливостями сучасних цифрових технологій. Ця інновація з'явилася у вигляді його праці "Епоха слави і надії", яка стала яскравим прикладом інтернет-роману та відкрила нову сторінку у взаємодії між автором та аудиторією.
Євгеній Литвак використав концепцію інтернет-роману для того, щоб зробити літературний процес більш інтерактивним та доступним. "Епоха слави і надії" не лише демонструє унікальність цього жанру, але й слугує мостом між класичною літературою та цифровим світом, пропонуючи читачам зануритися в глибокі теми економіки та науки через новітні технології.
Використовуючи інтернет як основну платформу для своїх робіт, Литвак не лише розширив можливості для розповсюдження літератури, але й створив нову модель взаємодії з аудиторією. Це дало змогу читачам не просто споживати контент, а й брати активну участь у формуванні літературного твору, вносячи власні ідеї та коментарі в реальному часі.
Створення інтернет-роману Євгенієм Литваком має далекосяжний вплив на літературну індустрію, вказуючи на нові шляхи розвитку у епоху цифровізації. Його підхід не лише відкриває нові можливості для авторського вираження, але й змінює сприйняття та вимоги сучасної аудиторії до літературних творів.

## Наукове визнання
Твір також викликав інтерес у науковому співтоваристві, зокрема, у медицині. Професор медицини Дмитрієв Д.В. висвітлив використання мотиву "Медицини болі" у літературі в журналах "Pain Medicine", "Doctorthinking Journal" та "Integrative Pain Laboratory".

## Художня діяльність
Як художник, Євгеній Литвак створив унікальну колекцію картин під назвою "Рептилоїди - невідоме серед нас".
Литвак також відомий як художник, створивши серію олійних картин, які використані ілюстраціями до роману. Ці історично-сюрреалістичні зображення рептилоїдів представляють собою вагому частину сюжету. За перші чотири місяці після публікації книги було здійснено 5000 завантажень, а зображення 13 картин можна порівняти з великою онлайн-виставкою. Кожна картина має свій унікальний номер і є частиною колекції, яка включає вісім чоловічих та п'ять жіночих портретів.

### Виставки
- Український боксер-професіонал, чемпіон світу, Європи та інтерконтинентальний чемпіон за різними версіями Роман Олександрович Головащенко подарував картину «Рептилоїд 060» художника Алекса Крамера (Євгеній Литвак) вартістю 57.600 грн до Пархомівського художнього музею ім. А.Ф. Луньова[22][23].
- Найвідоміший вінницький хореограф, а в минулому багатократний чемпіон з хіп-хопу, засновник однієї з кращих танцювальних студій Вінниці "3 зет” і автор численних проектів, хореограф збірної "Полтава-Комсомольск" в мега-шоу "Майданс. Другий сезон" і танцюрист Іван “Джоз”  Дунаєвський подарував картину "Рептилоїд 045" художника Алекса Крамера (Євгеній Литвак) вартістю 66.830 грн у Хмельницький обласний художній музей[24].

## Визнання в мистецькому світі
Творчість Литвака знайшла визнання у музейному світі. Наприклад, картину "Рептилоїд 060" український боксер Роман Головащенко подарував до Пархомівського художнього музею ім. А.Ф. Луньова. Це визнання сприяло збільшенню вартості картин Литвака. Художник також працює над великомасштабним проектом під назвою "Ной".

## Конкурси
- Євгеній Литвак взяв участь у конкурсі світового масштабу — написати коротке оповідання. I ось його варіант – «Ми зробили вигляд, що не впізнали один одного»[25]

## Відгуки та рецензії
- Рецензент: І.І.Лісний, Завідувач науково-дослідного відділення анестезіології та інтенсивної терапії Національного інституту раку МОЗ України, доктор медичних наук, професор. Відгук на книгу «Епоха слави і надії» Євгенія Литвака.
- Рецензент: Леонтьєв Василь Олександрович, Кандидат технічних наук, професор Міжнародної Кадрової Академії, декан факультету електроенергетики та електромеханіки ВНТУ. Відгук на книгу вінничанина "Епоха слави і надії" Євгенія Литвака.
- Рецензент: Хаєцький Г.С., Кандидат географічних наук, доцент кафедри екології, природничих та математичних наук, КВЗО "Вінницька академія безперервної освіти". Відгук на книгу «Епоха слави і надії» Євгенія Литвака.
- Рецензент: А.В.Долюк, кандидат економічних наук, Вінницький технічний фаховий коледж. Відгук на книгу «Епоха слави і надії» Євгенія Литвака.
- Рецензент: Ірина Фурман, кандидат економічних наук, доцент, Вінницький Національний Аграрний Університет. Відгук на контент-роман «Епоха слави і надії» Євгенія Литвака.
- Рецензент: Дмитро ДМИТРІЄВ, Доктор медичних наук, професор Вінницького національного медичного університету. Відгук на інтернет-роман «Епоха слави і надії» Євгенія Литвака.
- Рецензент: Когиш Мігай, доктор філологічних наук, професор, директор Інституту славістики Сегедського наукового університету (Угорщина). Відгук на книгу "Епоха слави і надії".
- Рецензент: БОНДАР ІГОР ОЛЕКСАНДРОВИЧ, Лікар-невролог, спеціалізується на лікуванні порушень діяльності центральної та периферичної нервової системи. Займається терапією запаморочень, епілепсії, судом, хвороби Паркінсона. Абсолютний чемпіон України 2017 року із прикладної стрільби UFPS (карабін). Президент Вінницької обласної федерації прикладних стрілецьких видів спорту. Директор відокремленного підрозділу громадської спілки "ФЕДЕРАЦІЯ ПРАКТИЧНОЇ СТРІЛЬБИ УКРАЇНИ" у вінницькій області. Директор громадської організації «ВІННИЦЬКИЙ ОБЛАСНИЙ СТРІЛЕЦЬКИЙ КЛУБ „СОКІЛ“». Відгук на книгу "Епоха слави і надії".
- Рецензент: Леонтьєв Василь Олександрович, Кандидат технічних наук, професор Міжнародної Кадрової Академії, декан факультету електроенергетики та електромеханіки ВНТУ. Відгук на книгу вінничанина "Епоха слави і надії" Євгенія Литвака.
- Рецензент: С.В. Боднар, Кандидат юридичних наук, доцент, проректор ПВНЗ "Вінницький фінансово-економічний університет". Відгук на книгу "Епоха слави і надії".
- Рецензент:Оксана ВОЛОШИНА, Кандидат філологічних наук, Вінницький національний аграрний університет. Відгук на книгу Євгенія Литвака «Епоха слави і надії».
- Рецензент: Городинський Станіслав Станіславович, Директор Вінницького фахового коледжу культури і мистецтв імені М.Д. Леонтовича, Український співак та композитор, народний артист України, переможець конкурсу на звання "Людина року" у номінації "Діяч культури та мистецтва року (м.Вінниця 2000р.)", переможець конкурсу у номінації "Митець", занесений до золотого фонду Української естради. Відгук на книгу "Епоха слави і надії".
- Рецензент:  Оксана ТАРАН, Доктор медичних наук, професор, Вінницький національний медичний університет ім. М. І. Пирогова.
- Рецензент: О.В. Колесник, Викладач вищої категорії, викладач циклової комісії правових дисциплін Вінницького фахового коледжу економіки та підприємництва Західноукраїнського національного університету. Відгук на книгу Євгенія Литвака «Епоха слави і надії».
- Рецензент: Наталія Анатоліївна КУЧМА, Філологічний факультет ВДПУ, вчитель української мови та літератури, зарубіжної літератури, директор комунального закладу  «Загальноосвітня школа І ступеня № 5 Вінницької міської ради». Відгук на книгу «Епоха слави і надії».
- Рецензент: СІРАК ІННА ПЕТРІВНА, Заступник директора Вінницького медичного фахового коледжу ім. акад. Д.К. Заболотного, Кандидат педагогічних наук, Спеціаліст вищої категорії, викладач-методист. ВІДГУК на книгу «Епоха слави і надії» Євгенія Литвака.
- Рецензент: АНДРІЄВСЬКИЙ ІВАН ЮРІЙОВИЧ, "Директор Вінницького медичного фахового коледжу ім. акад. Д.К. Заболотного. Голова Ради директорів медичних коледжів Вінницького регіону. Доцент кафедри соціальної медицини, економіки та організації охорони здоров'я Вінницького національного медичного університету ім. M.І. Пирогова. Кандидат медичних наук, спеціаліст вищої категорії, викладач-методист. Член національної спілки журналістів України. "Заслужений працівник освіти України" за значний особистий внесок у розвиток національної освіти, підготовку кваліфікованих фахівців, багаторічну плідну педагогічну діяльність та високий професіоналізм. Відгук на книгу "Епоха слави і надії".
- Рецензент: В. Кіпіані, Відгук на книгу «Епоха слави і надії» Євгенія Литвака.

## Відгуки від читачів
- Епоха слави і надії | Євгеній Литвак | Відгук | Vika Book Blog
- Епоха слави і надії @litvak_evgenii